# En vivo (DVD de Los Bunkers)
En vivo es el primer DVD del grupo musical chileno de Los Bunkers, lanzado en noviembre de 2006. La grabación contiene el concierto entero realizado en el Teatro Teletón, en Santiago de Chile, además de un documental de una hora y veintiocho minutos de duración llamado Vida de Perros, el cual trata sobre la historia de Los Bunkers, desde como se conocieron hasta la exitosa gira por México que realizaron. En Estados Unidos el DVD en concierto fue distribuido bajo el nombre de Los Bunkers: Live in Concert por el sello Nacional Records..

## Concierto
El concierto fue realizado en el Teatro Teletón, ubicado en la comuna de Santiago, el 3 de diciembre de 2005, presentando el álbum Vida de Perros. El show tuvo una duración aproximada de una hora y quince minutos y fue compuesto por 20 canciones.

### Lista de canciones
- Todas las canciones compuestas por Francisco y Mauricio Durán excepto donde se indique.

1. "Ven Aquí"
2. "Te Vistes y Te Vas"
3. "Yo Sembré Mis Penas de Amor en tu Jardín" (Mauricio Durán)
4. "Tú"
5. "Nada Más de Mí"
6. "Ahora Que No Estás"
7. "La Exiliada del Sur" (Violeta Parra, Patricio Manns)
8. "Culpable" (Mauricio Basualto, Mauricio Durán)
9. "Buscando Cuadros" (Álvaro López, Francisco Durán)
10. "Las cosas que cambié y dejé por ti"
11. "Miéntele"
12. "Llueve sobre la Ciudad"
  - De preludio se tocó fragmento de "El Evangelio de la Gente Sola", compuesta por Willy Morales
13. "Siniestra"
14. "Entre Mis Brazos" (Francisco Durán)
15. "Cura de Espanto"
16. "Pobre Corazón"
17. "Canción Para Mañana"
18. "No Me Hables de Sufrir"
19. "Fantasías Animadas de Ayer y Hoy"
20. "Miño"
21. "Y Volveré" (En las ediciones mexicanas y estadounidenses, este tema es un bonus track, pero no es en vivo; En el DVD hay un video promocional inédito)

## Documental
El documental titulado Vida de Perros, dirigido por Rodrigo Álvarez y Marcelo Aldunate, trata sobre los 6 años de vida de Los Bunkers, desde su mismo inicio hasta la gira de Gira de Perros por México. Tiene una duración de una hora y veintiocho minutos, y tiene recopilaciones de grabaciones de TV, videoclips, y entrevistas exclusivas hechas a la banda.

### Impreso de carátula
Ensayos, canciones, discos, fans, pintas y viajes se reúnen en este documental con la historia de Los Bunkers contada en primera persona. Álvaro, Mauro, Francis, Gonza y Mauricio repasan sus 6 años y 4 discos juntos, desde Concepción a Santiago y de ahí a México. Esta unión de talentos, amor y voluntad es una historia "para grandes y chicos" —como decían los cines antiguos— porque muestra sus personalidades, además de lo arduo, constante y maravilloso que es el trabajo artístico en el proceso de lograr metas comunes.
"Vida de Perros" es un documental de una hora y veintiocho minutos que dispone material inédito de la banda, composición de sus canciones más conocidas y muchos shows nunca antes vistos.

## Citas
- Lo primero fue que cuando lanzamos el Vida de perros dijimos ‘¿Grabémoslo?’. ‘Ya: grabémoslo’. Después: ‘¿Hagamos un DVD?’ ‘Ya: hagamos un DVD’. Después, cuando vimos el resultado, dijimos ‘¿Basta con esto?’. ‘No, no basta: hagamos una entrevista’ (Francisco Durán).[1]
- Me acuerdo que decía ‘Los Bunkers tocaron bien, como siempre’. Y uno lo único que tiene que hacer es tocar bien. Chile está lleno de huevones que tocan como el hoyo y le ponen cualquier color. Como que ahora se alaba mucho el ponerle color, pero cantan, tocan, suenan como el hoyo. Eso deberían decírselo a los Beatles, tocando en el techo: súper parcos y a toda raja. (Mauricio Basualto, acerca de si no se encontraban parcos).[1]

## Álbum
A finales de 2007 se lanzó un CD que contiene las 20 canciones del DVD, con el mismo título (En Vivo). Además del formato CD, el álbum fue convertido a formato MP3 y comercializado a través de una tarjeta MicroSD (de no más de un centímetro cuadrado de área), que puede leerse a través de teléfonos celulares y computadores. En estos formatos, el grupo obtuvo disco de oro por 7500 copias vendidas.